# Magnus Bexhed
Magnus Anders Dan Bexhed, född 8 december 1985 i Hedvig Eleonora församling i Stockholm, är en svensk företagsledare, antikexpert och tv-personlighet. 
Bexhed är mest känd som VD och delägare i Uppsala Auktionskammare. Utanför auktionsverksamheten är han känd från TV som expert i SVT:s program Antikrundan sedan 2013, tävlande i Sveriges Mästerkock, säsong 3 i TV4 2013 och återkommande gäst i Nyhetsmorgon i TV4. Han anlitas även som auktionist för olika välgörenhetsauktioner, exempelvis World Childhood Foundation och Johanniterhjälpen.